# Фігурки Акамбаро

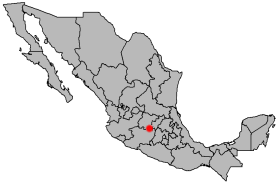
Акамбаро на мапі Мексики

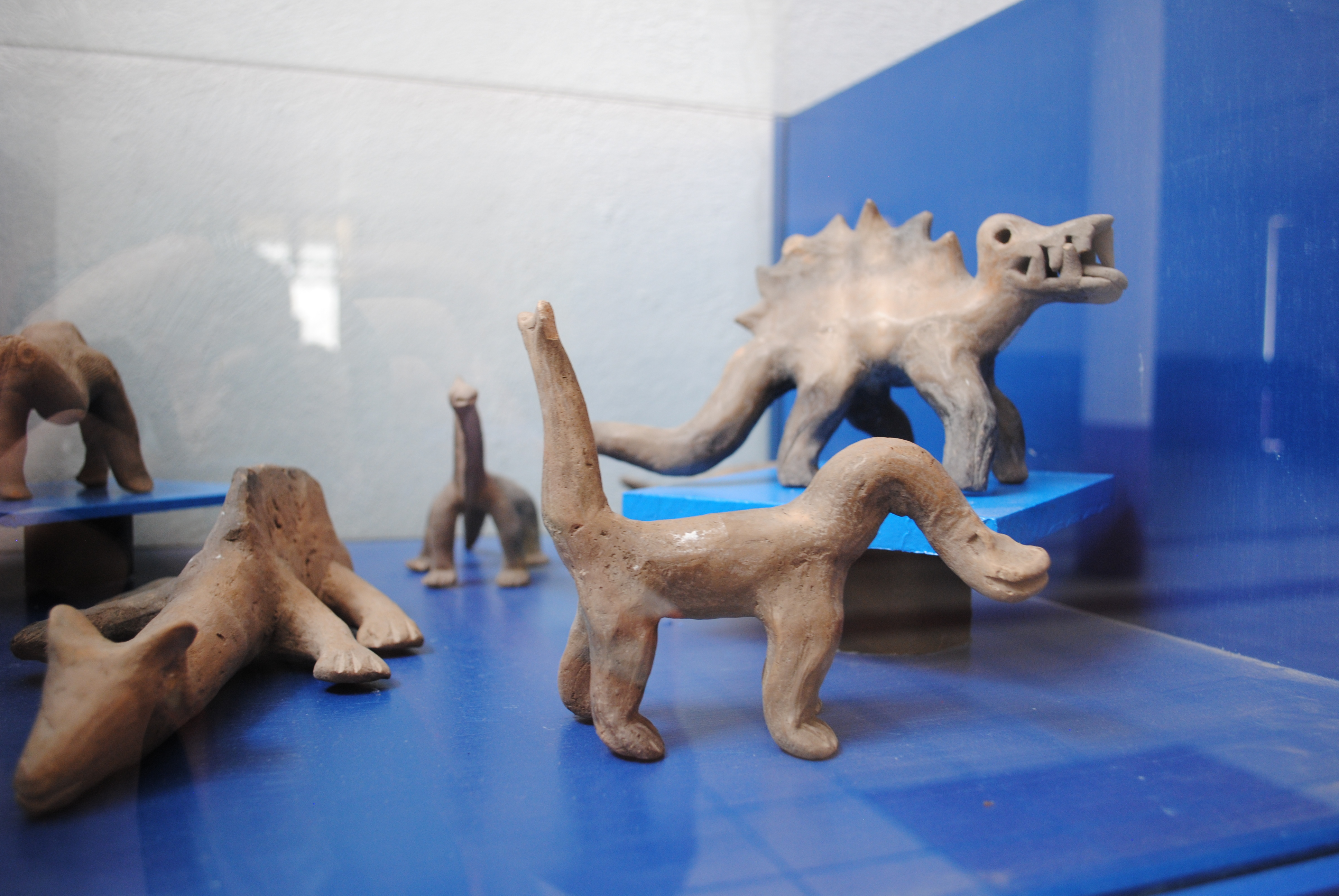
Колекція Вальдемара Юльсруда

«Фігурки Акамбаро» — колекція з понад 33 тисяч мініатюрних глиняних статуеток, що зображають людей і вимерлих тварин, зокрема, динозаврів. Зібрана археологом-аматором Вальдемаром Юльсрудом (Waldemar Julsrud), який стверджував, що знайшов їхні перші зразки в 1945 році під час розкопок поблизу Акамбаро в Мексиці. У ході наукових досліджень встановлено сучасне (не раніше 1930-х років) походження цих «недоречних артефактів».

## Історія виявлення
У 1944 році німецький торговець Вальдемар Юльсруд стверджував, що натрапив на таємничі статуетки, коли їхав верхи біля Акамбаро в Гуанахуато, Мексика. Він повідомив, що знайшов понад 30 тисяч зразків при допомозі фермера. Фігурки вирізнялися тим, що вони, нібито, зображують динозаврів і людей, які живуть разом.
Раніше, в 1923 році, Юльсруд брав участь у розкопках стародавньої культури Чупікуаро. Місце розкопок перебувало всього за п'ятнадцять кілометрів від місця знахідки, тому він і припустив, що знайдене також має стосунок до культури Чупікуаро.
Вальдемар Юльсруд зацікавився підібраною статуеткою. За його словами, подальші пошуки і розкопки місцевих селян, у яких він почав скуповувати фігурки по 1 песо (в той час близько 10 центів США), дозволили скласти невелику колекцію з цих предметів. Однак серед фігурок виявилися вимерлі тварини, включаючи динозаврів. Тому стало ясно — припущення про культуру Чупікуаро вкрай сумнівне.
Також стверджується, що подібні статуетки виявлено й на іншій околиці міста Акамбаро, біля гори Ель-Чиво. А загальна кількість подібних предметів до поточного моменту, за різними даними оцінюється від 33 до 37 тисяч.

## Опис колекції

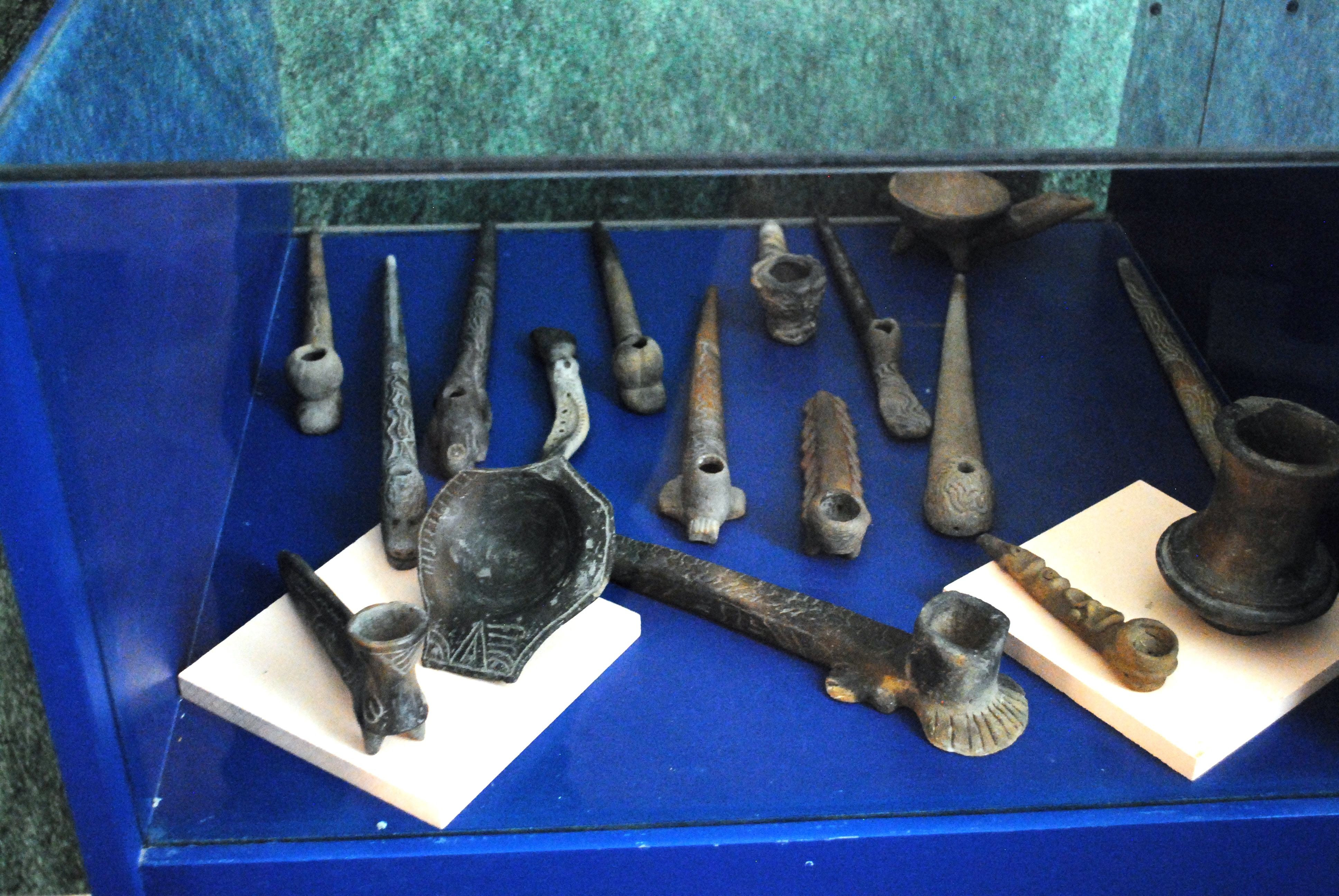
Люльки для паління з колекції Вальдемара Юльсруда

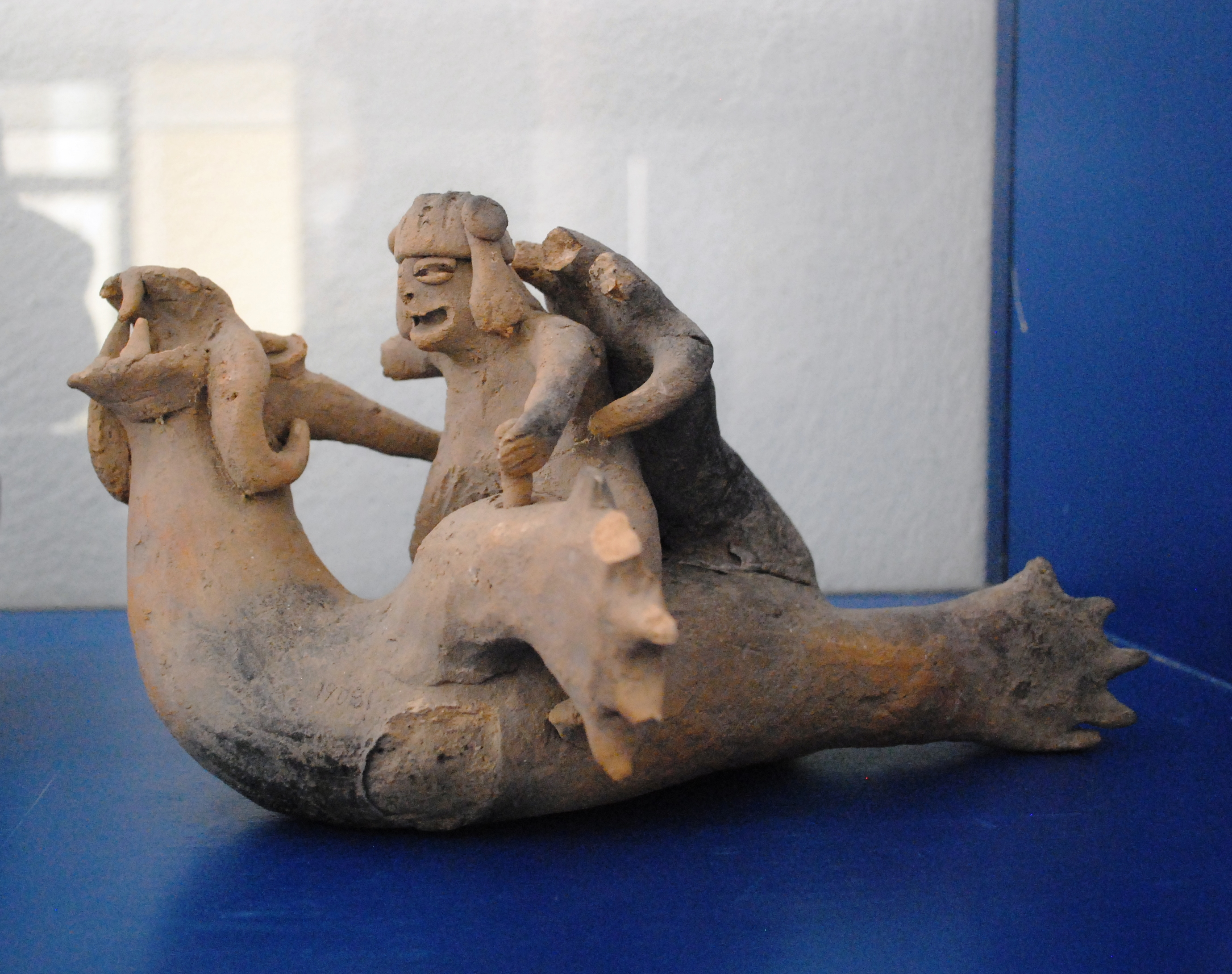
Колекція Вальдемара Юльсруда

Збірка Юльсруда включає не тільки статуетки. Вона також містить виконані з обсидіану і нефриту музичні інструменти і маски. Крім того, при розкопках було знайдено кілька черепів людей, зуби коня льодовикового періоду і скелет мамута. Що стосується колекції статуеток — самої об'ємної частини збірки, то цікаво, що жоден з предметів не повторюється. Фігурки переважно виконані з різної глини, випаленої на відкритому вогні, а деяка частина виготовлена з каменю. Їх розміри лежать приблизно в діапазоні від десяти сантиметрів до півтора метра.
Загальною рисою всіх статуеток є точно схоплена пластика руху.
Велика частина експонатів являла собою зображення людей які відносяться до різних рас — полінезійців, негроїдів, монголоїдів, європеоїдів (у тому числі з бородами) тощо. Причому у фігурках людей присутній м'який гумор і поблажливість до їх слабкостей.
Більше двох з половиною тисяч фігурок зображували різних істот, які приймаються за динозаврів, в тому числі схожих на ігуанодона, тираннозавра, брахіозавра, анкілозавра, плезіозавра, птеранодона і інших. Було й безліч невідомих видів, наприклад, щось на зразок крилатих драконів. Значно число фігурок, які є загальними зображеннями людей з цими істотами. Такі свого роду побутові замальовки показували широку гаму взаємодії — від полювання один на одного до одомашнення.
В істотно меншому обсязі були представлені фігурки, що нагадують вимерлих ссавців — кінь льодовикового періоду, шерстистий носоріг, гігантські мавпи плейстоценового періоду тощо.

## Питання автентичності
Як пояснення автентичності артефактів пропонуються такі версії: творці фігурок бачили динозаврів, які дожили до порівняно недавнього часу; знання про динозаврів дали народам Центральної Америки інопланетяни, що відвідували Землю в доісторичні часи; люди та динозаври співіснували, оскільки історія світу коротша, ніж слідує з наукових даних (зокрема відповідає біблійному датуванню).
У 1952 році американський археолог Чарльз Ді Песо вивчив артефакти і виявив, що на їхніх поверхнях немає ознак атмосферних впливів або накопичення бруду в тріщинах. При цьому фігурки були знайдені в бруді, який заповнював недавно вириті ями в місцях розкопок, у той час як, наприклад, автентичні артефакти культури Тараско були витягнуті з породи. Отже, їх було зумисне закопано на недовгий час. На поверхні фігурок не було ні подряпин, ні патини, характерних для стародавніх глиняних предметів з цієї місцевості. Також на фігурках немає пошкоджень, які іноді роблять люди, викопуючи археологічні знахідки. Фігурки нагадували істот і персонажів, яких родина місцевих жителів могла бачити у фільмах у кінотеатрі Акамбаро, або читаючи комікси, доступні в великому місті неподалік. Ді Песо вказав, що коли в фігурок відсутні будь-які частини, то добре помітно, що це зроблено їхнім виробником, для того щоб створити враження давнини. За висновком Ді Песо, фігурки виготовлялися місцевими жителями з початку 1940-х років з метою отримання прибутку. Деякі археологи зазначають, що якби фігурки зображали реальних тварин, то були б стилізовані.
Термолюмінесцентне датування статуеток проводилося між 1969 і 1972 роками та показало їхній вік близько 4500 років. Проте подальші дослідження в 1976 і 1978 роках показали, що датування проводилося без належного врахування температурних умов. Наприклад, Гарі Каріва і Марк Хан спробували датувати 20 фігурок, використовуючи термолюмінесцентне датування. Вони встановили, що фігурки були обпалені при температурі від 450 ° С до 650 ° С і показали, що використання в розрахунках при проведенні аналізу нині стандартних високих температур призводить до неправильних результатів. Повторні дослідження показали дату кінця 1930-х або початку 1940-х — незадовго до того, як вони були «виявлені».
Крім того, відзначаються такі аргументи сучасного походження фігурок:
- Якщо статуетки динозаврів дійсно ліпилися з натури, чому там не знайдені скам'янілості цієї натури[12].
- Чому в жодній з відомих мексиканських культур немає згадок про динозаврів[12].
- Якщо живі динозаври зустрічалися ще порівняно недавно, в чому причина їхнього безслідного зникнення[12].

## Музей Вальдемара Юльсруда

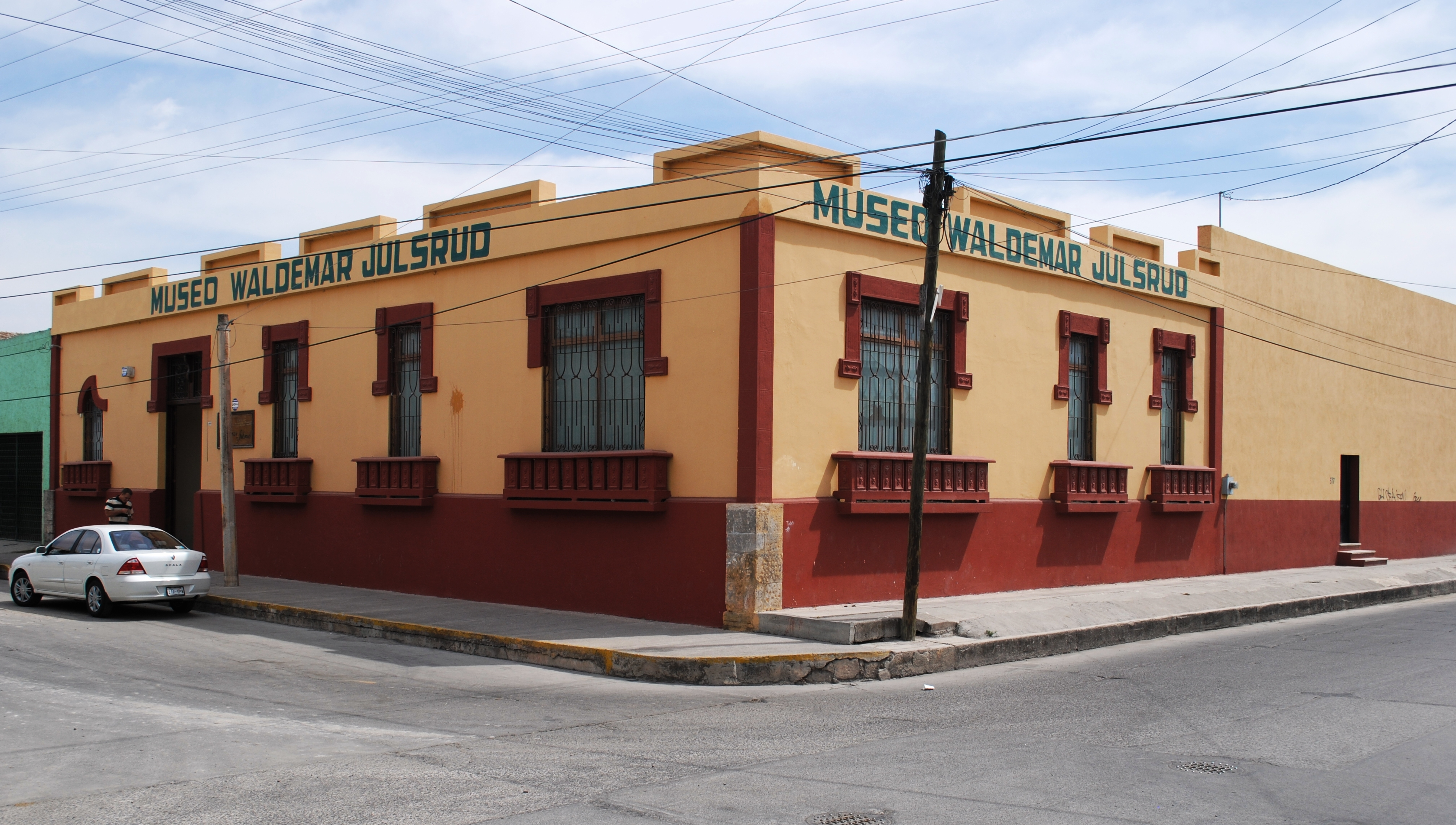
Музей Вальдемара Юльсруда в Акамбаро. 2013

У 1964 році Вальдемар Юльсруд помер, а його будинок був проданий. Колекція фігурок упакована в ящики була поміщена в будівлю мерії Акамбаро. В 1999 році виявилася пропажа значної частини артефактів. Наслідком скандалу стала організація та відкриття 9 жовтня 2000 року музею Вальдемара Юльсруда у виділеній для нього окремій невеликій будові. Відтоді скромна частина колекції демонструється тут як постійна експозиція.